# National strategi for Personlig Medicin
National strategi for Personlig Medicin betegner en sundhedspolitisk handlingsplan, udarbejdet i regi af regeringen og Danske Regioner. Handlingsplanen sætter fokus på integreringen af gen-relateret forskning i den almindelige kliniske praksis, og i sammenhængen forstås 'personlig medicin' også navnlig som det at ordinere eller dosere et lægemiddel ud fra patientens genetiske baggrund.
En persons gener kan indikere hvor hurtigt et medikament optages i cellerne eller nedbrydes i leveren, og yderligere kan en bestemt gensekvens indikere hvordan en given sygdom kommer til udtryk. Ideelt set tilstræbes så en behandling baseret på data fra en genbank samt analyse af den enkelte persons genom.

## Personlig medicin
I personlig medicin tilpasses behandling og forebyggelse til den enkelte patients genetik, miljø og livsstil.

 — health.au.dk 2021
Personlig medicin drejer sig for så vidt ikke kun om genkarakteristik, men bliver, i det aktuelle kliniske perspektiv, i nogen grad profileret af den molekylærbiologiske forskning, og følgelig såvel metoder til genetisk analyse.
I et didaktisk perspektiv omfatter kundskaben om personlig medicin bl.a. forståelsen af:
- "oprindelse, indsamling, organisering, integration samt styring af danske sundhedsdata"
- "gældende lovgivning og strukturer, der muliggør og begrænser indsamling, opbevaring, klinisk og forskningsmæssig brug samt deling af biologisk materiale og sundhedsdata"
- samt "etiske, retslige, sociale samt patientsikkerhedsmæssige aspekter og implikationer af anvendelsen af sundhedsdata, herunder genetiske/genomiske data"
- tillige med "gældende myndigheds- og dokumentationskrav, standarder og retningslinjer for validering og implementering af personlig medicin baseret på digitale sundhedsteknologier"

### Alternative betegnelser på engelsk og tysk
I en pressemeddelelse fra Ritzau, i forbindelse med lanceringen af "National strategi for Personlig Medicin" lyder det at mange grønlændere har brug for særligt store doser antipsykotisk medicin mens et bestemt lægemiddel mod lungekræft virker særlig godt på japanere,
men det er vigtigt at understrege her det politisk definerede statsborgerskab selvfølgelig ikke intentionelt afspejler et genetisk fænomen. Notitsens ligefremme fokus på større befolkningsgrupper formidler nok et væsentligt element i den nationale strategi, men det er samtidigt også sprogligt pudsigt at betegnelsen 'personlig medicin' finder anvendelse i sammenhæng med relativt omfattende, ideelt set grænseløse, statistiske data. Sprogbruget går igen i bl.a. tysk- og engelsksprogede områder - tysk: personalisierte Medizin, engelsk: personalized medicine - hvor også synonymet (hhv.) tysk: stratifizierte Medizin, engelsk: stratified medicine forekommer.
Til dels kan det tænkes den sproglige problematik skyldes den kulturelle forståelse af person-begrebet, dvs. at det personlige også betyder et individualistisk særpræg, men faktisk anvendes på tysk og engelsk netop betegnelsen, hhv. tysk: individualisierte Medizin, engelsk: Individualized medicine delvist synonymt med 'personlig medicin'.

## Nationalt Genom Center
Nationalt Genom Center blev oprettet som styrelse 1. maj 2019, under det daværende Sundheds- og Ældreministerie,
i dag blot Sundhedsministeriet. Før etableringen gav NovoNordisk Fonden en bevilling på 1 milliard kroner til "opbygningen af en national infrastruktur i sundhedsvæsenet, som består af etablering og drift af et nationalt sekventeringscenter og et såkaldt High Performance Computing center".

## Handlingsplanerne
Første handlingsplan2017-2020
Lanceret december 2016. Den korte sammenfatning af handlingsplanen omfatter som første punkt opbygningen af "et Nationalt Genom Center og opbygning af et sikkert informationsfællesskab til klinisk brug og forskning", og en i sammenhængen følgende borger- og patientinddragelse, samt en styrkelse af etiske og juridiske aspekter. Med handlingsplanen fulgte en bevilling på 100 millioner kroner.
Daværende formand for Danske Patienter, Camilla Hersom, og daværende formand for Lægevidenskabelige Selskaber, Henrik Ullum, beskrev i en avis-kronik, og kort før lanceringen, nogle motiver for den nationale strategi, og betonede dels anvendelsen af genetiske analyser som en tilgangsvinkel til "mulighederne for at tilbyde patienter helt nye former for behandlinger i fremtiden.", dels at sådanne tiltag både fandtes i andre lande, altså i et nationalt regi, og i mindre målestok også blev praktiseret i det danske sundhedsvæsen.
Anden handlingsplan2020-2021
Den korte sammenfatning af handlingsplanen nævner inddragelsen af flere patientgrupper der kan tilbydes helgenomsekventering, den fortsatte udarbejdelse af, henholdsvis praksis med, en national infrastruktur for personlig medicin i sundhedsvæsnet, og tillige forskning med vægt på anvendelse af især genetisk information samt nationale løsninger der kan give nye muligheder for at kombinere forskellige datakilder.

## Eksterne links
- Nationalt Genom Center
- Kom godt i gang med klinisk forskning (Sundhedsministeriet) Arkiveret 7. august 2021 hos  Wayback Machine